# École nationale supérieure de mécanique et d'aérotechnique
Fundada em 1947, a École nationale supérieure de mécanique et d'aérotechnique (ou ENSMA ou ISAE-ENSMA) é uma escola de engenharia, instituição de ensino superior público localizada na cidade do Chasseneuil-du-Poitou, França.
A ISAE-ENSMA está entre as mais prestigiadas grandes écoles de 
Engenharia da França, assim como todas as escolas do groupe ISAE.

## Graduado famoso
- Frédéric Pierucci, um executivo francês[3]